# Flora Fanerogamica de la Peninsula Iberica
Flora Fanerogamica de la Península Ibérica (abreviado Fl. Fan. Penins. Ibérica) es un libro con ilustraciones y descripciones botánicas que fue escrito por el catedrático, botánico español; Mariano del Amo y Mora. Fue publicado en Granada en 6 volúmenes en los años 1871-1873, con el nombre de Flora fanerogámica de la Península Ibérica ó descripción de las plantas cotyledóneas, que crecen en España y Portugal.

## Publicación
- Volumen n.º 1, 1871;
- Volumen n.º 2, 1871;
- Volumen n.º 3, 1872;
- Volumen n.º 4, 1872;
- Volumen n.º 5, 1873;
- Volumen n.º 6, 1873